# Пэт Фрэнк
Гарри Харт «Пэт» Фрэнк (англ. Harry Hart "Pat" Frank, 5 мая 1908 или 15 июня 1907, Чикаго, Иллинойс — 12 октября 1964, Джексонвилл, Флорида) — американский писатель, журналист и правительственный консультант. Самые известные работы Фрэнка — «Прощай, Вавилон» и «Запретная зона».

## Биография
Фрэнк родился в Чикаго в 1908 году. Он был известен под прозвищем Пэт на протяжении всей своей жизни. Он был журналистом и обработчиком информации для нескольких газет, агентств и правительственных бюро. В начале своей карьеры он жил в основном в Нью-Йорке, Вашингтоне и за границей во время Второй мировой войны. Он работал в Управлении военной информации и был корреспондентом в Италии, Австрии, Германии и Турции. Он умер в возрасте 56 лет от острого панкреатита 12 октября 1964 года в Атлантик-Бич, Флорида, к востоку от Джэксонвилла.

## Работы
Почти все мужчины бесплодны в «Мистере Адаме» (1946), первой опубликованной работе Фрэнка. Среди других его романов «Сдержи ночь», «Государственное дело» и «Запретная зона».
Опыт Фрэнка, рассказывающий о Корейской войне, описан в его автобиографическом рассказе о путешествиях «Долгий путь» и повлиял на «Сдержи ночь».
Свою самую популярную работу, постапокалиптический роман «Прощай, Вавилон», Фрэнк написал, живя в Танджерине, штат Флорида, на озере Боклер недалеко от Маунт-Дора. Вивиан Оуэнс, писатель, знакомый с местной историей, утверждает, что «Пистолвиль» — название, которое Фрэнк дал области возле Форт-Репоз в романе, — на самом деле было местом, расположенным между южным краем Маунт-Дора на севере и Танджерином на юге. По словам Оуэнса, большой город Маунт-Дора был переосмыслен Фрэнком как модель для его полувымышленного Форт-Репоз.
Фрэнк также написал 160-страничную научно-популярную книгу «Как пережить водородную бомбу и почему» (1962).
Фрэнк получил премию Фонда американского наследия в 1961 году.